# Ns (시뮬레이터)
ns(Network Simulator의 약자. 현재 널리 쓰이는 버전은 ns-2)는 이산 사건 네트워크 시뮬레이터이다. 오픈 소스 소프트웨어이기 때문에 확장성이 매우 높으며, 온라인 문서도 풍부하다. 라우팅 및 멀티캐스트 프로토콜 관련 시뮬레이션에 매우 활발히 이용되고 있다. 뿐만 아니라, 애드혹 네트워크 연구에서도 이용되고 있다. Ns는 현존하는 여러 유명한 프로토콜을 지원한다. 무선/유선 양쪽 다 지원한다. ns를 조금 기능을 제한받는 네트워크 에뮬레이터로서도 사용할 수 있다.
Ns는 GNU 일반 공중 사용 허가서 버전 2 하에 라이선스되어 있다.

## 설계
ns는 C++로 작성되었다. 시뮬레이션 인터페이스는 OTcl 언어를 통해 제공한다. OTcl은 Tcl의 객체지향 프로그래밍 방언(확장)이다. 사용자는 OTcl 스크립트를 작성함으로써 네트워크 토폴로지를 기술할 수 있다. 그 다음 ns 프로그램이 지정된 파라미터를 가지고 그 토폴로지를 시뮬레이트해준다.

## 역사
사람들은 1989년 경부터 ns를 개발해나갔다. RAL 네트워크 시뮬레이터의 한 가지 변종이었다. 1995년까지, ns는 방위 고등 연구 계획국(DARPA), 로렌스 버클리 국립 연구소의 VINT 프로젝트, 제로스 파크, 캘리포니아 대학교 버클리, USC/ISI 등의 지원을 받았다.
현재는 각 기관의 연구원들이 상호 협력적으로 ns를 개발해나가고 있다. SAMAN (DARPA가 지원), CONSER (NSF를 통해서), 그리고 ICIR (예전 이름은 ACIRI) 등에서 ns를 개발해나가고 있다. 썬 마이크로시스템즈, UCB Daedelus, 카네기멜론 대학교 Monarch 프로젝트에서 꾸준히 기여하고 있다. ns 홈페이지에는 이들 세 기관에서 무선 쪽에 기여를 했다고 밝히고 있다.
ns-2의 최근 버전은 2.33이다. "최근 바뀜" 문서는 version 2 change log 웹페이지를 보면 된다.
사람들은 2006년 7월 1일부터 "Generation 3"(ns-3)을 개발해나가기 시작했다. 약 4년이 걸릴 것으로 예상했다.